# Joe Bussard
Joe Bussard, nato Joseph E. Bussard, Jr. (Frederick, 11 luglio 1936 – Frederick, 26 settembre 2022), è stato un musicologo e produttore discografico statunitense.
Divenne noto per essere stato un grande collezionista di 78 giri.

## Biografia
Bussard possedeva una collezione di più di 25 000 dischi, principalmente di folk americano, gospel e blues.
Su di lui fu girato il documentario Desperate Man Blues, e dalla sua raccolta di dischi venne ricavata una compilation su CD, Down In The Basement. Egli condivise volentieri la sua collezione, di cui molti pezzi sono le uniche copie conosciute di registrazioni, comprendenti numerose riedizioni di case discografiche tanto quanto di singole persone per le quali fece copie su nastro in cambio di una cifra simbolica nell'arco di decenni.
Dal 1956 al 1970 diresse l'ultima casa discografica di 78 giri, la Fonotone, dedita a pubblicare nuove incisioni di musica old-time. Fra queste vi fu la primissima incisione del chitarrista John Fahey e di centinaia di altri musicisti. Un'antologia in cinque CD della produzione della Fonotone fu pubblicata nel 2005 dalla Dust-to-Digital.
Ideò un programma musicale settimanale intitolato Country Classics per la stazione radio dell'Istituto di Tecnologia della Georgia, WRECK Atlanta, oltre a trasmissioni su altre emittenti radiofoniche, fra cui WPAQ-AM 740 a Mount Airy, North Carolina, WELD-AM a Flasher, West Virginia, e WTHU-AM 1450 a Thurmont, Maryland.
È morto il 26 settembre 2022 all'età di ottantasei anni a causa di un tumore del pancreas..